# Lupi solitari
Lupi solitari è un album della cantautrice italiana Ivana Spagna, pubblicato nel 1996.

## Il disco
Nel 1996 Spagna ritenta l'avventura al Festival di Sanremo, raggiungendo il quarto posto con E io penso a te, che ottiene un buon successo. Dopo la pubblicazione dell'album che la vede ancora coautrice di tutti i pezzi, anche il secondo estratto, la title track Lupi solitari, è un grande successo, e la promozione dell'album continua con altri tre singoli: Colpa del sole, Ti amo e Ci sarò.
Il CD singolo Ci Sarò contiene anche le versioni in lingua inglese di Lupi solitari, Colpa del sole e Ti amo, che diventano rispettivamente Solitary Angels, The Heat of the Sun e I Love You.

## Successo
L'album ha un ottimo riscontro commerciale, superando l'esito del disco precedente ed arrivando a vendere complessivamente oltre 500 000 copie (quintuplo disco di platino), divenendo il più venduto fra quelli contenenti brani del Festival di quell'anno e segnando il maggiore successo commerciale in italiano dell'artista, che quell'anno riceve il Telegatto come "Miglior cantante femminile" del 1996 a Vota la voce.

## Tracce
1. Colpa del sole
2. Ti amo
3. E io penso a te
4. Ci sarò
5. Come l'alba
6. Lupi solitari
7. Un amico
8. Se perdo te
9. Se ti rivedrò
10. Arriverà

## Formazione
- Ivana Spagna – voce, pianoforte
- Massimo Pacciani – batteria, percussioni
- Cesare Chiodo – basso
- Giordano Mazzi – tastiera, programmazione
- Jumbo Merlinzoli – batteria
- Marco Soncini – chitarra
- Theo Spagna – tastiera, programmazione
- Riccardo Galardini – chitarra acustica
- Marco Zanoni – basso
- Phil Palmer – chitarra
- Gianni Salvatori – chitarra elettrica, cori
- Michael Grassi – sax
- Luca Jurman, Emanuela Cortesi, Stefano Bozzetti, Paola Folli, Patrizia Saitta – cori

## Classifiche
| Classifica (1996) | Posizione massima |
| ----------------- | ----------------- |
| Italia            | 3                 |
| Svizzera          | 30                |